# Masdevallia aguirrei
Masdevallia aguirrei är en orkidéart som beskrevs av Carlyle August Luer och Rodrigo Escobar. Masdevallia aguirrei ingår i släktet Masdevallia och familjen orkidéer. Inga underarter finns listade i Catalogue of Life.